# ۹۴ دلو
۹۴ دلو یک ستاره است که در صورت فلکی دلو قرار دارد.